# 建平 (后赵)
建平（330年九月-333年）是十六国时期后赵政权后赵明帝石勒的第二个年号，共计4年。
建平四年七月石弘即位沿用。明年改元延熙元年。

## 纪年
| 建平 | 元年  | 二年  | 三年  | 四年  |
| ---- | ----- | ----- | ----- | ----- |
| 公元 | 330年 | 331年 | 332年 | 333年 |
| 干支 | 庚寅  | 辛卯  | 壬辰  | 癸巳  |

## 参看
- 中国年号索引
- 其他时期使用的建平年号
- 同期存在的其他政权年号
  - 咸和（326年二月-334年）：东晋皇帝晉成帝司馬衍的年号
  - 玉衡（311年-334年）：成汉政权李雄的年号
  - 建兴：前凉政权年号